# Bracon swezeyi
Bracon swezeyi är en stekelart som först beskrevs av John Colburn Bridwell 1919.  Bracon swezeyi ingår i släktet Bracon och familjen bracksteklar. Inga underarter finns listade.